# Rush (мини-альбом)
Rush (с англ. — «Порыв») — второй мини-альбом южнокорейского бой-бенд Monsta X. Альбом был выпущен 7 сентября 2015 года компанией Starship Entertainment. Альбом состоит из шести треков, включая заглавный трек «Rush». Позже альбом был переиздан в цифровом виде с «Hero (Broadcasting ver.)» как ведущий сингл.

## Коммерческий успех
Альбом продан в количестве 69 773 копий в Южной Корее. Он достиг пика в № 3 на еженедельном, № 6 на ежемесячном, и № 46 на конец года в альбомном чарте Gaon. «Rush» достиг № 139 на недельном цифровом чарте Gaon.

## Трек-лист
| №                   | Название            | Текст песни                                        | Музыка                                | Аранжировка                       | Длительность |
| ------------------- | ------------------- | -------------------------------------------------- | ------------------------------------- | --------------------------------- | ------------ |
| 1.                  | «Rush»              | I.M, Giriboy, Чжухон                               | Giriboy                               | Giriboy                           | 3:42         |
| 2.                  | «Hero»              | I.M, Rhymer, Чжухон, Punch Sound                   | Punch Sound                           | Punch Sound                       | 3:51         |
| 3.                  | «Perfect Girl»      | 9999, Esbee, I.M, Lissie, Чжухон                   | 9999, Esbee, Lissie                   | 9999, Esbee, Lissie               | 3:39         |
| 4.                  | «Amen»              | Crybaby, Take'M                                    | Crybaby                               | Crybaby                           | 3:56         |
| 5.                  | «Gone Bad»          | Mad Clown, Taewan, Чжухон                          | Taewan, Ye-Yo!, Чжухон                | Ye-Yo!                            | 3:42         |
| 6.                  | «Broken Heart»      | I.M, Rescue The Beat (RTB), Kim Seung Joon, Чжухон | Rescue The Beat (RTB), Kim Seung Joon | Go Ah Ra (고아라), Kim Seung Joon | 3:47         |
| Общая длительность: | Общая длительность: | Общая длительность:                                | Общая длительность:                   | Общая длительность:               | 23:00        |

## Награды и номинации
| Церемония награждения | Год  | Категория    | Номинация | Результат | Прим. |
| --------------------- | ---- | ------------ | --------- | --------- | ----- |
| Golden Disc Awards    | 2016 | Disc Bonsang | Rush      | Номинация | [ 5 ] |